# Чебіне
Чебіне (словен. Čebine) — поселення в общині Трбовлє, Засавський регіон, Словенія. Висота над рівнем моря: 665,3 м.